# Xevioso cepfi
Espèce
Xevioso cepfi est une espèce d'araignées aranéomorphes de la famille des Phyxelididae.

## Distribution
Cette espèce est endémique de la province de Niassa au Mozambique,. Elle se rencontre sur les plateaux Sangjakva, Chitagal et Njesi.

## Description
Le mâle holotype mesure 4,60 mm et la femelle paratype 4,45 mm.

## Étymologie
Son nom d'espèce lui a été donné en référence au CEPF, le Critical Ecosystem Partnership Fund.

## Publication originale
- Pett & Jocqué, 2020 : Description of two new species of Xevioso (Araneae: Phyxelididae) from Southern Africa, with the northernmost localities for the genus. European Journal of Taxonomy, no 636, p. 1-18 (texte intégral).